# 창원 외동지석묘
창원 외동지석묘(昌原 外洞支石墓)는 대한민국 경상남도 창원시 성산구 외동에 있는 고인돌이다. 1974년 2월 16일 경상남도의 기념물 제5호 외동지석묘로 지정되었다가, 2018년 12월 20일 현재의 명칭으로 변경되었다.

## 지정 사유
창원 외동지석묘가 위치한 곳은 가음정동 서쪽으로 뻗어 내린 구릉 끝 부분으로, 본래 당산(堂山)의 서쪽 구릉 사면에 해당하는 지역이다. 1929년에 웅남소학교(현재 남중학교) 교정 공사 중 돌널무덤[석관묘(石棺墓)]이 확인되어 수습조사되었다. 내부에서는 간돌검[마제석검(磨製石劍)] 1점, 간돌화살촉[마제석촉(磨製石鏃)] 7점, 붉은간토기[적색마연토기(赤色磨硏土器)] 등이 출토되었다고 한다. 이후에도 여러 차례 청동기시대 무덤이 발견되거나 유물이 출토되었다고 한다.\n 현재 남아 있는 지석묘는 1950년에 학교 운동장을 조성하면서 지금의 위치로 옮긴 것으로, 바둑판식[기반식(碁盤式)] 지석묘이다. 덮개돌[상석上石]은 정방형의 형태로 길이 292㎝, 너비 280㎝, 두께 135㎝ 정도이며, 고임돌[지석(支石)]이 네 모서리를 받치고 있다. 덮개돌 윗면에는 6개의 홈구멍[성혈(性穴)]이 확인되는데, 모방주술의 일종으로 풍년이나 자식을 기원하는 농경의례로 생각된다.

창원 남중학교 내에 있는 남방식 고인돌로 현재는 1기만 남아 있으나 1929년 웅남소학교 신축 및 1952년 남중학교 교지확장때 수기의 지석묘가 파괴된 것으로 전하고 있다.
방형(方形)의 상석(上石 )을 4매의 지석( 支石)이 받치고 있는 형태로, 상석의 크기는 292cm X 280cm X 135cm 정도이다.

## 현지 안내문
지석묘는 청동기시대의 대표적인 무덤으로 고인돌이라고도 부르며, 주로 경제력이 있거나 정치권력을 가진 지배층의 무덤으로 알려져 있다.
우리나라의 고인돌은 4개의 받침돌을 세워 지상에 돌방을 만들고 그 위에 거대하고 평평한 덮개돌을 올려 놓은 탁자식과, 땅속에 돌방을 만들고 작은 받침돌을 세운 뒤 그 위에 덮개돌을 올린 바둑판식으로 구분된다.
경상남도 창원시 외동에 있는 이 고인돌은 바둑판식으로 덮개돌의 길이는 2.8m이며 받침돌의 길이는 0.88∼0.9m 정도이다. 덮개돌에는 6개의 작은 알구멍<성혈(性穴)>이 있는데, 이것은 풍년을 기원하거나 자식낳기를 기원하는 의미에서 만든 것이라고 한다.
땅속에는 막돌로 쌓아만든 관이 마련되어 있고 돌화살촉, 토기 등이 출토되었다.

## 참고 자료
- 창원 외동지석묘 - 국가유산청 국가유산포털